# 다니엘 웨그너
다니엘 웨그너(Daniel Merton Wegner 1948년 6월 28일 – 2013년 7월 5일)는 미국 사회 심리학자였다. 그는 하버드 대학교 (Harvard University)의 심리학 교수였으며 미국 과학 발전 협회 (American Association of Advancement for Science)와 미국 예술 과학 아카데미 (American Academy of Arts and Sciences)의 멤버이자 동료였다. 그는 정신적 통제(예를 들어, 아이러니한 프로세스 이론)와 의식적인 의지에 실험 심리학을 적용한바있고, 수태 기억과 행동 식별 연구를 시작한 것으로 알려져있다. 의식적인 의지와 다른 연구물들에서 그는 자유 의지에 대한 인간의 감각이 환상이라는 논란의 여지가 있을수있음을 주장했다.

## 역설적 강박사고
웨그너는 그의 연구에서 의식적으로 생각하지 않으려고 하지만 무의식적으로 어떻게든 생각하게 되는 경우를 구체적으로 언급한바있다.

## 같이 보기
- 몰입